# ناحیه واکه
ناحیه واکه (به لاتین: Vake District) یک منطقهٔ مسکونی در گرجستان است که در تفلیس واقع شده‌است. ناحیه واکه ۶۱٫۷ کیلومتر مربع مساحت و ۱۱۱٬۹۰۳ نفر جمعیت دارد.